# Dobozy Attila
Dobozy Attila (Szeged, 1939. május 5. –) Széchenyi-díjas magyar orvos, bőrgyógyász, egyetemi tanár, a Magyar Tudományos Akadémia rendes tagja. Kutatási területe a klinikai dermatológia, a klinikai immunológia és a klinikai farmakológia. 1993 és 1997 között a Szent-Györgyi Albert Orvostudományi Egyetem rektorhelyettese, 1997 és 2000 között utolsó rektora. 2000 és 2003 között a Szegedi Tudományegyetem általános rektorhelyettese.

## Életpályája
1957-ben érettségizett, majd beiratkozott a Szegedi Orvostudományi Egyetemre (ma a Szegedi Tudományegyetem része). Itt szerzett orvosdiplomát 1963-ban. Ennek megszerzése után 1968-ig az egyetem Mikrobiológiai Intézete munkatársa volt, majd 1968-ban az egyetem bőrgyógyászati klinikájára került, előbb adjunktusként, majd docensként. 1986-ban a klinika igazgatója lett egyetemi tanári beosztásban. Az intézetet 2004-ig irányította. Ezzel párhuzamosan 1993–1997-ben az azóta Szent-Györgyi Albert Orvostudományi Egyetemnek hívott intézmény klinikai rektorhelyettese, majd 1997-től – egészen a szegedi egyetemek 2000-es integrációjáig – rektora volt. Az egyetemi integráció első szakaszában, 2000-től 2003-ig az orvos- és gyógyszerészettudományi centrum elnöke, általános rektorhelyettes. Közben az egyetem Klinikai Orvostudományi Doktori Iskola vezetője. 2009-ben professor emeritusi címet kapott.
1977-ben védte meg az orvostudományok kandidátusi, 1991-ben akadémiai doktori értekezését. Az MTA Klinikai I. Tudományos Bizottságának, az Immunológiai Bizottságnak és a Szegedi Akadémiai Bizottságnak lett tagja. 1994-ben a Magyar Tudományos Akadémia közgyűlésének doktori képviselője lett, majd 1998-ban az akadémia levelező, 2004-ben pedig rendes tagjává választották. 2004 és 2008 között az MTA Doktori Tanácsának elnöke volt. Akadémiai tisztségei mellett 1992–1994-ben a Magyar Dermatológiai Társaság, 1997-től a Magyar Allergológiai és Klinikai Immunológiai Társaság elnöke. Ezenfelül 1991–1994-ben a Európai Immundermatológiai Társaság elnöke volt. Az Orvostovábbképző Szemle, a Zeitschrift für Hautkrankheiten és az Archives of AIDS Research szerkesztőbizottságának tagja, valamint a Bőrgyógyászati és Venerológiai Szemle című tudományos szakfolyóirat szerkesztőbizottságának elnöke.

## Munkássága
Fő kutatási területe a klinikai bőrgyógyászat, immunológia, illetve a környezeti hatásokkal szembeni védekezési reakciók mechanizmusa.
Munkatársaival jelentős megállapításokat tett a pikkelysömör patomechanizmusával és a bőrnek a természetes immunitásban játszott szerepével kapcsolatban. Kidolgozta a pikkelysömör (pszoriázis) és a vitiligo (két bőrbetegség-típus) lézerkezelését. Nevéhez fűződik az a megállapítás, amit a világon sikerült elsőként kimutatni, miszerint a hámsejtek nem csupán passzív védelmet jelentenek a fertőzéssel szemben, hanem ezek a sejtek képesek a szervezetet érő fertőző ágenseket megfogni, megkötni és aktív munkával elpusztítani.
Több mint háromszázhetven tudományos publikáció szerzője vagy társszerzője. Munkáit elsősorban magyar és angol nyelven adja közre. Számos egyetemi tankönyv, jegyzet szerzője.

## Díjai, elismerései
- Kaposi Mór-emlékérem (1987)
- Magyar Immunológiai Társaság érme (1991)
- Genersich Aladár-érem (1998)
- Posonyi Ignác-érem (1999)
- A Magyar Köztársasági Érdemrend középkeresztje (1999)
- Markusovszky Lajos-emlékérem (2002)
- Kesztyűs Loránd-emlékérem (2003)
- Batthyány-Strattmann László-díj (2003)
- Széchenyi-díj (2007)
- Szegedért Alapítvány Tudományos Kuratórium Szőkefalvi-Nagy Béla-díja (2009)
- Szeged díszpolgára (2012)

## Főbb publikációi
- Immune Deficiencies Kaposi’s Sarcoma (társszerző, 1973)
- Formation of Mouse Erythrocyte Rosettes by Human Lymphocytes - B-cell Marker (első szerző, 1976)
- A lymphocyta funkciót vizsgáló módszerek alkalmazása a bőrgyógyászatban. (Kandidátusi értekezés, 1976)
- Suppressor Function of Peripheral-blood Mononuclear-cells in Patients with Psoriasis-vulgaris (társszerző, 1980)
- Transfusion Therapy for Erythropoietic Protoporphyria (első szerző, 1983)
- Keratinocyte Grafting – A New Means of Transplantation for Full-thickness Wounds (utolsó szerző, 1988)
- Pharmacological Studies on Dithranol-induced Irritative Dermatitis in Mice (társszerző, 1989)
- Az egérvörösvértestekkel rozettát alkotó humán lymphocyták (Akadémiai doktori értekezés, 1990)
- Chemotaxis of Freshly Separated and Cultured Human Keratinocytes (utolsó szerző, 1994)
- Role of Interleukin-8 Receptor in Skin (társszerző, 1994)
- Herpesviruslike DNA Sequence in Angiosarcoma in a Patient without HIV Infection (társszerző, 1996)
- HHV8 DNA in Angiolymphoid Hyperlplasia of the Skin (társszerző, 1996)
- 308 nm UVB Excimer Laser for Psoriasis (társszerző, 1997)
- A Short-term Trial of Tacrolimus Ointment for Atopic Dermatitis (társszerző, 1997)
- Bőrgyógyászat (társszerző, 1998)
- Topical Tacrolimus is not Effective in Chronic Plaque Psoriasis – A Pilot Study (társszerző, 1998)
- Klinikai immunológia (társszerk., 2000)
- Efficacy and Safety of Pimecrolimus Cream in the Long-term Management of Atopic Dermatitis in Children (társszerző, 2002)
- Expression and Function of Toll-like Receptors 2 and 4 in Human Keratinocytes (társszerző, 2003)